# Променисті змії
Променисті змії (Xenopeltis) — єдиний рід неотруйних змій родини Xenopeltidae. Має 3 види. Іноді їх об'єднують разом з представниками роду Loxocemus, що мешкають у Центральній Америці, у підродину Xenopeltinae родини удавові (Boidae). Однак за останніми даними променисті змії займають відокремлене положення.

## Опис
Загальна довжина сягає 1—1,3 м. Має округлий у перетині циліндричний тулуб. Характерною особливістю, за яку ця родина й отримала свою назву, є веселковий відлив гладенької спинної луски. Луска голови збільшена, як вужевих. Голова трохи сплощена, з притупленою на кінці мордою. Хвіст короткий. Права легеня більша за ліву.

## Спосіб життя
Полюбляють дощові ліси та вологі агроландшафти. Активні вночі. Більшу частину життя проводять на деревах. Нерідко вони закопуються у підстилку або м'який ґрунт. Харчуються ящірками, жабами, іншими зміями, дрібними ссавцями й наземно-гніздовими птахами. На відміну від пітонів подібного розміру, які можуть харчуватися дуже великою здобиччю, променисті змії не заковтують поживу, що перевищує за товщиною діаметр їх тіла.
Це яйцекладні змії. Самиці відкладають до 10 яєць.
Нерідко променистих змій містять в неволі. Завдяки своєму веселковому забарвленню, гарній вдачі, легкості у догляді досить популярні у терраріумістов.

## Розповсюдження
Мешкають у Південно-Східній Азії та на півдні Китаю.

## Види
- Xenopeltis hainanensis
- Xenopeltis intermedius
- Xenopeltis unicolor